# Кала Гононе
Кала Гононе (итал. Cala Gonone) је насеље у Италији у округу Нуоро, региону Сардинија.
Према процени из 2011. у насељу је живело 1618 становника. Насеље се налази на надморској висини од 52 м.